# 217
Cette page concerne l'année 217  du calendrier julien. Pour l'année 217 av. J.-C., voir 217 av. J.-C. Pour le nombre 217, voir 217 (nombre).
L'année 217 est une année commune qui commence un mercredi.

## Événements
- 28 janvier : Caracalla, bien qu'absent de Rome, célèbre ses vicennales ; triomphe parthique[1]. Il est alors à Édesse d'où il prépare une nouvelle campagne contre les Parthes.
- 8 avril : Caracalla est assassiné à Carrhae près de Harran par Martialis, peut-être sur ordre de Macrin, préfet du prétoire, qui craignait pour sa propre vie[2]. Sa mère Julia Domna, atteint d'un cancer du sein, se laisse mourir de faim[3].
- 10 avril : début du règne de Macrin, empereur romain (fin en 218). C'est le premier empereur à ne pas avoir été sénateur, mais seulement chevalier[4].
- 23 août : incendie de l’amphithéâtre flavien à Rome[5].
- 14 septembre : à Rome, la Plèbe refuse d'honorer Macrin et son fils Diadumenianus à l'occasion des jeux célébrant l'anniversaire du dernier[6].
- Automne : après une défaite à Nisibe, Macrin doit négocier avec les Parthes pour signer un traité de paix désavantageux en 218[2].

- 20 décembre : mort de Zéphyrin[7]. Calixte Ier, esclave affranchi, est élu évêque de Rome (fin en 222)[8]. Hippolyte de Rome (170-235) conteste l’élection de Calixte, l’accusant de modalisme[9].

- En Chine, Sun Quan abandonne l’alliance avec Liu Bei pour se rallier à Cao Cao[10].

- Excommunication de l’hérésiarque Sabellius par Calixte pour son monarchianisme patripassien[11].
- Macrin ramène au vingtième le taux de l’impôt sur les héritages et sur les affranchissements, porté au dixième par Caracalla[12].

## Naissances en 217
- Jia Chong, ministre chinois du royaume de Wei.

## Décès en 217
- 8 avril : Caracalla, empereur romain.
- 20 décembre : Zéphyrin, évêque de Rome.
- Julia Domna, impératrice, épouse de Septime Sévère et mère de Caracalla et de Geta.
- Wang Can, poète chinois (né en 177), auteur du « Poème des sept tristesses » relatant les troubles de 184.